# Lahnsattel (Pass)
Der Lahnsattel (1015 m ü. A.) ist ein Gebirgspass in den Steirisch-Niederösterreichischen Kalkalpen. Über ihn führt die Lahnsattelstraße B 23. Die Scheitelhöhe liegt im Bundesland Niederösterreich. Östlich des Sattels liegt der Ort Lahnsattel, der zu St. Aegyd am Neuwalde im Bezirk Lilienfeld (südlichstes Mostviertel) gehört.

## Lage
Der Sattel verbindet das Salzatal bei Mariazell, angrenzende Talung und Ortschaft Halltal, mit dem Mürztal bei Mürzzuschlag, angrenzend die Talung von Neuberg, das Obere Mürztal. Er ist damit eine wichtige Verbindung des bekannten Fremdenverkehrsgebiets um das Mariazellerland mit dem obersteirischen Industriegebiet der Mur-Mürz-Furche.
Die Straße hat auf der Südostseite Richtung Frein an der Mürz eine Maximalsteigung von 11 %. Auf der westlichen Rampe von Terz im Halltal, das gutteils zur niederösterreichischen Gemeinde St. Aegyd am Neuwalde gehört, sind es hingegen 17 % Steigung. Nur drei Kilometer nördlich des Passes befindet sich der Kalkgipfel des Göller-Massivs (1766 m ü. A.), im Süden die Wildalpe (1523 m ü. A.). Die beiden Bergstöcke werden zu den Mürzsteger Alpen gezählt, nach einer anderen Gliederung der Göller zum Göller-Gippel-Zug der Niederösterreichischen Kalkalpen und die Wildalpe zur Hochschwabgruppe der Obersteirischen Kalk- und Schieferalpen.

## Geschichte

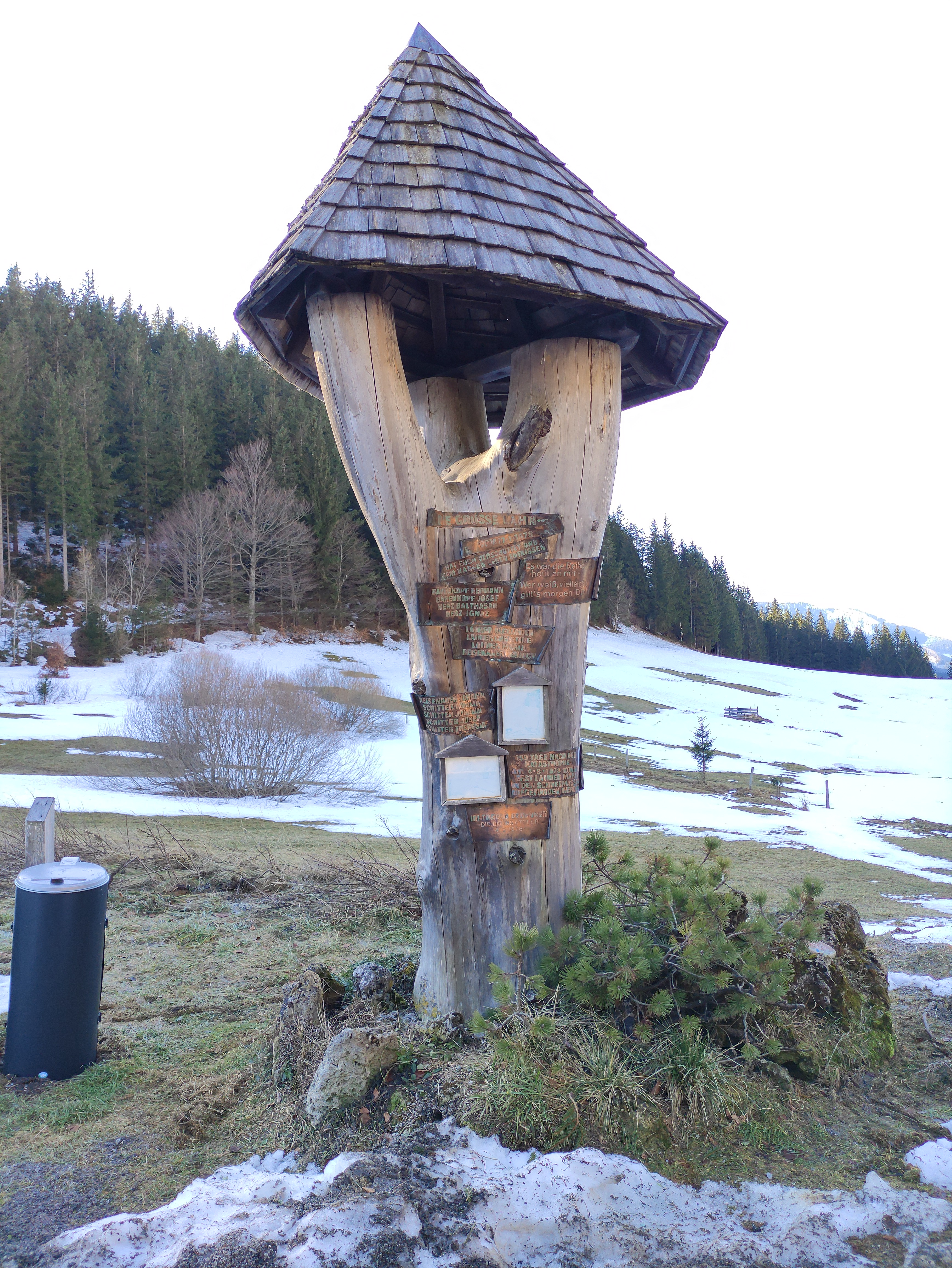
Gedenksäule am Lahnsattel für die Lawine von 1878

Der Lahngraben erhielt seinen Namen nach der häufigen Zugbahn von Lawinen (mundartlich Lahn), denn die Region weist – ebenso wie auf der Passstraße zum Kernhofer Gscheid und rund um Mariazell – oft schneereiche Winter auf. Schwere Lawinenunglücke waren etwa 1844 mit insgesamt elf Toten, oder am 18. Jänner 1878 eine 150 Meter breite Lawine vom Göller, die 13 Menschen in den Tod riss und das am Sattel situierte Gasthaus Höchbauernhaus spurlos verschwinden ließ. Seither steht direkt am Sattel kein Haus mehr. Lawinengefahr ist bis heute immer wieder gegeben, so musste die Straße Anfang 2006 wegen meterhoher Schneelage mehrmals kurzfristig gesperrt werden.
Besiedelt wurde die Talung erst ab 1783, als hier mit Waldarbeit begonnen wurden. Vorher waren die Herrschaftsgründe ein alter landesfürstlicher Jagdbann, einer der größten Dominikalbesitzungen im seinerzeitigen Österreich.
Der Sattel war dann lange primär forstwirtschaftlich von Interesse, der Abschnitt Frein – Terz wurde erst im Zweiten Weltkrieg ausgebaut und am 17. Oktober 1940 durch Fritz Todt, Generalinspekteur für das deutsche Straßenwesen, zur Landstraße I. Ordnung erklärt. Ab 1. Jänner 1950 Bundesstraße, ist sie seit 1. April 2002 wieder Landesstraße, und zwar zwischen unterhalb Donaudörfl (Stanglbachmündung, km 34,762) bis Terz (km 40,676) niederösterreichisch.